# William Robert Ogilvie-Grant
William Robert Ogilvie-Grant (25 de marzo de 1863 - 26 de julio de 1924) fue un ornitólogo escocés.

## Biografía
Estudió primero en la Preparatoria Cargilfield y después pasó al Fettes College, en Edimburgo, donde se graduó en Zoología y Anatomía. Em 1882 llegó a ser Asistente del Museo de Historia Natural de Londres. Estudió ictiología bajo la supervisión de Albert Günther.
En 1885 fue nombrado temporalmente como jefe de la Sección Ornitológica, durante el viaje de Richard Bowdler Sharpe a la India. Permaneció en ese departamento en el cual llegó a ser Curador de Aves, entre 1909 y 1918. Sucedió también a Bowdler Sharpe como editor del Bulletin of the British Ornithologists' Club, puesto que ocupó de 1904 hasta 1914.
Ogilvie-Grant realizó muchos viajes para la recolección de especímenes, especialmente a Socotra, Madeira y Canarias.

## Obra
- The Expedition to Sokotra. IV Descriptions of three new species of butterflies – Liverpool: Bulletin of the Liverpool Museums, 1899

- Arthropoda. Insecta: Lepidoptera - I. Rhopalocera. In: HO Forbes: Natural history of Sokotra and Abd-el-Kuri : Being the report upon the results of the conjoint expedition to these islands in 1898-9, by Mr. W.R. Ogilvie-Grant, of the British Museum, and Dr. H.O. Forbes, of the Liverpool Museums, together with information from other available sources. Forming a monogragh of the islands – Liverpool: Bulletin of the Liverpool Museums, 1903

- Exhibition and description of a new subspecies of Grosbeak, Rhynchostruthus percivali yemenensis, from the mountains of S. Yemen – Bulletin of the British Ornithologists' Club, 1913

- Report of a new race of Palm Dove – Bulletin of the British Ornithologists' Club, 1914

## Abreviatura (zoología)
La abreviatura Ogilvie-Grant  se emplea para indicar a William Robert Ogilvie-Grant como autoridad en la descripción y taxonomía en zoología.